# Goniobranchus aureopurpureus
Goniobranchus aureopurpureus (Collingwood, 1881) è un mollusco nudibranchio della famiglia Chromodorididae.

## Descrizione
Corpo bianco-giallastro, puntinato di giallo con macchie rosa. Bordi del mantello puntinati di macchie blu cerchiate in azzurro. Rinofori e branchie rosate. Fino a 6 centimetri.

## Distribuzione e habitat
Raro, vive a bassa profondità nell'oceano Indo-Pacifico occidentale.